# تغییرات اقلیمی در نیوزلند
تغییرات اقلیمی در نیوزلند شامل تغییرات تاریخی، جاری و آتی مرتبط با آبوهوای نیوزلند و سهم و واکنش این کشور نسبت به تغییرات اقلیمی جهانی است ]۲، ۳ [. تابستانها طولانیتر و گرمتر شده و شماری از یخچالهای طبیعی به‌طور کامل ذوب و برخی دیگر کوچک شدهاند. در سال (۲۰۲۱)، وزارت محیطزیست تخمین زد که سهم انتشار گازهای گُلخانه ای در نیوزلند معادل با ۱۷/۰ درصد از کل نرخ ناخالص انتشار گازهای گلخانه‌ای در سطح جهان است. هرچند که سهم انتشار گازهای گلخانه‌ای در نیوزلند زیاد است و این کشور در میان کشورهای عضو پروتُکل آبوهوایی کیوتو (Annex I)، ششمین رتبه را از لحاظ بیشترین سهم از انتشار گازهای گلخانه‌ای به خود اختصاص داده است. همچنین از نظر سهم انتشار ناخالص مطلق، نیوزلند در جایگاه ۲۴اُم در میان کشورهایی با بیشترین میزان انتشار گازهای گلخانه‌ای قرار دارد.
تقریباً نیمی از گازهای گلخانهای منتشرشده در نیوزلند مربوط به بخش کشاورزی و عمدتاً شامل متان ناشی از نوشخوار گاوها و گوسفندان است ]۶[. در بازۀ زمانی سالهای (۱۹۹۰) تا (۲۰۱۹)، نرخ انتشار ناخالص گازهای گلخانه‌ای در نیوزلند (بدون محاسبۀ گازهای گلخانه‌ای انتشاریافته در اَراضی و جنگلها) به میزان ۲۶ درصد افزایش یافت. از سال (۱۹۹۰)، میزان انتشار خالص گازهای گلخانه‌ای در این کشور با در نظرگرفتن جذب دیاکسیدکربن توسط پوشش جنگلی (تَرسیب) و به واسطۀ حذف کربن حاصل از کاربری اَراضی و پوشش جنگلی ۳۴ درصد افزایش یافته است.
دولت و جامعهٔ مدنی نیوزلند واکنشهای مختلفی به تغییرات اقلیمی این کشور نشان میدهند. این دسته پاسخها شامل مشارکت در معاهدات بینالمللی و شرکت در گفتگوهای اجتماعی و سیاسی مرتبط با تغییرات اقلیمی است. نیوزلند طرحی تجاری در زمینهٔ انتشار گازهای گلخانهای دارد و دولت در سال (۲۰۱۹)، لایحهٔ اصلاحی مرتبط با نحوهٔ واکنش در برابر تغییرات اقلیمی را (به نام طرح عاری از کربن) ارائه کرد. در این لایحه، یک کمیسیون تغییرات آبوهوایی ایجاد شد که مسئول ارائه مشاوره به دولت در مورد سیاستها و بودجهٔ لازم جهت کاهش انتشار گازهای گلخانهای است.
در سال (۲۰۱۹)، نیوزلند متعهد به کاهش تغییرات اقلیمی شامل کاهش میزان خالص انتشار کربن و رسیدن آن به صفر تا سال (۲۰۵۰)، کاشت ۱ میلیارد درخت تا سال (۲۰۲۸) و الزام دامداران به رعایت قانون مربوط به هزینهٔ انتشار گازهای گلخانهای تا سال (۲۰۲۵) شد. در سال (۲۰۱۹)، نیوزلند حفاری چاههای جدید نفت و گاز را در دریا ممنوع کرده و تصمیم گرفت که مسائل مربوط به تغییرات اقلیمی پیش از اخذ هر تصمیم مهم مورد ارزیابی قرار بگیرد ]۱۱[. در اوایل دسامبر (۲۰۲۰)، نخستوزیر نیوزلند، جاسیندا آردرن، وضعیت اضطراری تغییرات اقلیمی را اعلام کرد و متعهد شد که دولت نیوزلند تا سال (۲۰۲۵) به حالت به اصطلاح «کربنِ خنثی» یا عدم انتشار کربن دست خواهد یافت. اهداف و ابتکارات کلیدی این طرح مشتمل بر اِلزام ناوگان حمل و نقل عمومی به خریداری وسایل نقلیۀ الکتریکی یا هیبریدی، اِلزام ساختمانهای دولتی به رعایت استانداردهای جدید در مبحث ساخت و ساز «روش سبز» و حذف تدریجی تمامی ۲۰۰ دیگبخار با سوخت زغال سنگ در اَماکن و نهادهای خدماترسان عمومی (بخش دولتی) است.

## انتشار گازهای گلخانهای
نیوزلند از وضعیت نسبتاً منحصربهفردی در انتشار گازهای گلخانهای برخوردار است. در سال (۲۰۱۹)، ۱/۴۸ درصد از کل گازهای گلخانهای منتشرشده در این کشور مربوط به بخش کشاورزی بود. سهم انتشار گازهای گلخانهای در بخشهای انرژی (شامل حملونقل)، صنعت و پسماند به ترتیب ۶/۴۱، ۲/۶ و ۴ درصد بود ]۷[. سهم بخش کشاورزی از کل گازهای گلخانه‌ای منتشرشده در سایر کشورهای عضو معاهدۀ آب و هوایی کیوتو تنها حدود ۱۲ درصد بود.
در خِلال سالهای (۱۹۹۰) تا (۲۰۱۶)، میزان انتشار دیاکسیدکربن، متان و نیتروزاُکسید در نیوزلند به ترتیب ۵/۳۴، ۴/۴ و ۶/۲۷ درصد افزایش یافت. همچنین، انتشار هیدروفلوئوروکربنها هم در طی همین مدت افزایش یافت. هرچند که حجم انتشار پِر-فلوئوروکربنها و سولفور-هگزافلوراید به ترتیب ۶/۹۴ و ۴/۱۳ درصد کاهش یافت. به‌طور کلی، این ارقام نشان میدهند که افزایش نرخ معادل کل انتشار دیاکسیدکربن به ۶/۱۹ درصد رسید.
هدف از اجرای طرح تجاری کاهش انتشار گازهای گلخانهای نیوزلند در سال (۲۰۱۰)، ارائه راهکارهایی جهت ترغیب واحدهای مختلف اقتصادی به کاهش انتشار گازهای گلخانهای مربوط به خود بود.